# Schistura sikmaiensis
Schistura sikmaiensis és una espècie de peix de la família dels balitòrids i de l'ordre dels cipriniformes.

## Morfologia
- Fa 7 cm de llargària maxima.
- 12 radis tous a l'aleta dorsal i 8 a l'anal.[2][3]

## Hàbitat i distribució geogràfica
És un peix d'aigua dolça, bentopelàgic, potamòdrom i de clima tropical, el qual viu en rius de fons de grava de l'Índia, Myanmar -el riu Irauadi-, Bangladesh, el Nepal i la Xina -Yunnan-).

## Observacions
És inofensiu per als humans.